# Heat (50 Cent)
Heat è un brano musicale tratto da Get Rich or Die Tryin', album di esordio del rapper 50 Cent. Preceduto da High All the Time, è il settimo dei venti brani presenti nell'album. Prodotto da Dr. Dre, il brano è cantato da 50 Cent. Per scandire il ritmo, nella canzone è presente il rumore di una pistola in ricarica fatta eccezione per la parte dell'intro, che si conclude appunto con un colpo di pistola, probabilmente l'ultimo del caricatore.